# LDMOS
LDMOS là MOSFET khuếch tán kép phẳng (laterally-diffused metal–oxide–semiconductor field-effect transistor) được sử dụng trong các bộ khuếch đại công suất, bao gồm cả các khuếch đại công suất vi sóng, bộ khuếch đại công suất RF và bộ khuếch đại công suất âm thanh. Các transistor này thường được chế tạo trên các lớp biểu mô silicon p/p+. Việc chế tạo các phần tử LDMOS chủ yếu liên quan đến việc cấy ion khác nhau và các chu kỳ ủ tiếp theo. Ví dụ, vùng trôi dạt của MOSFET công suất này được chế tạo bằng cách sử dụng tối đa ba trình tự cấy ion để đạt được cấu hình pha tạp thích hợp cần thiết để chịu được điện trường cao.
Các RF LDMOS nền silicon (LDMOS tần số vô tuyến) là khuếch đại công suất ở RF, sử dụng rộng rãi nhất trong các mạng di động  cho phép các thiết bị cầm tay hoạt động trong thông tin liên lạc và dữ liệu di động của phần lớn của thế giới .
Thiết bị LDMOS được sử dụng rộng rãi trong bộ khuếch đại công suất RF cho trạm gốc, vì yêu cầu là công suất đầu ra cao với công suất tương ứng với điện áp đánh thủng nguồn thường trên 60 vôn . So với các thiết bị khác như GaAs FETs, chúng cho thấy tần số tăng công suất tối đa thấp hơn.